# Naftalin
Naftalin eller Naphthalen er en kemisk forbindelse. Mere specifikt er stoffet en aromatisk bicyklisk forbindelse med formlen C10H8. Stoffet har en kraftig og karakteristisk lugt og anses for sundhedsskadeligt, da det muligvis er kræftfremkaldende. Smeltepunktet for stoffet ligger på 80,55˚C og kogepunktet er 218˚C. Stoffets CAS-nummer er 91-20-3. Det kan udvindes af stenkulstjære og som biprodukt ved benzinpyrolyse. 
Naftalin bruges blandt andet som udgangspunkt for fremstillingen af visse farvestoffer og medikamenter og som middel mod møl i form af de såkaldte mølkugler. I Disneys tegneserieunivers findes stoffet som små sorte kugler som Mickey Mouses ven Alfa Beta spiser. Rent faktisk spiser Alfa Beta mølkugler i visse udgaver, mens det er specificeret til naftalin i andre.
Naftalin kan ikke længere købes i håndkøb. Ved bortskaffelse skal det afleveres på kommunernes genbrugsstationer som giftigt affald.
| Kemi | Spire Denne artikel om kemi er en spire som bør udbygges. Du er velkommen til at hjælpe Wikipedia ved at udvide den. |